# Mateu Vicent Benet
Mateu Vicent Benet va ser un bandoler valencià del segle xvii, nascut a Benimaclet. Es va alçar com un dels caps de quadrilla més importants de la centúria, i se li van imputar fins a 37 homicidis. Va servir durant tres anys, de forma forçada, als terços de Nàpols. Retornà a València abans del termini imposat i amb el rang de capità, tot sent aclamat pel poble. La seua vida va inspirar la comèdia El bandido mas honrado y que tuvo mejor fin, Vicente Matheo Benet publicada a València el 1769 per Gabriel Sanz, pseudònim de Carles Ros.